# Port Hercule
Pour les articles homonymes, voir Port (homonymie) et Hercule (homonymie).
Le port Hercule (monégasque : portu A̍rcule) est un important port de plaisance du quartier de La Condamine, à Monaco, sur la route du bord de mer de la Riviera méditerranéenne de la Côte d'Azur. Ce port de Monaco historique a une capacité de près de 700 places d'amarrage, sur environ 16 hectares.

## Histoire
À la suite de la fondation de Marseille antique et du Vieux-Port de Marseille en 600 avant J.C, les Phocéens fondent un comptoir-emporion antique de commerce de la côte méditerranéenne au VIe siècle av. J.-C., sous le nom de Monoïkos (Monaco), avec entre autres Antipolis (Antibes), Aegitna (Cannes), Nikaia (Nice), et Athénopolis Massiliensium (probable Saint-Tropez).

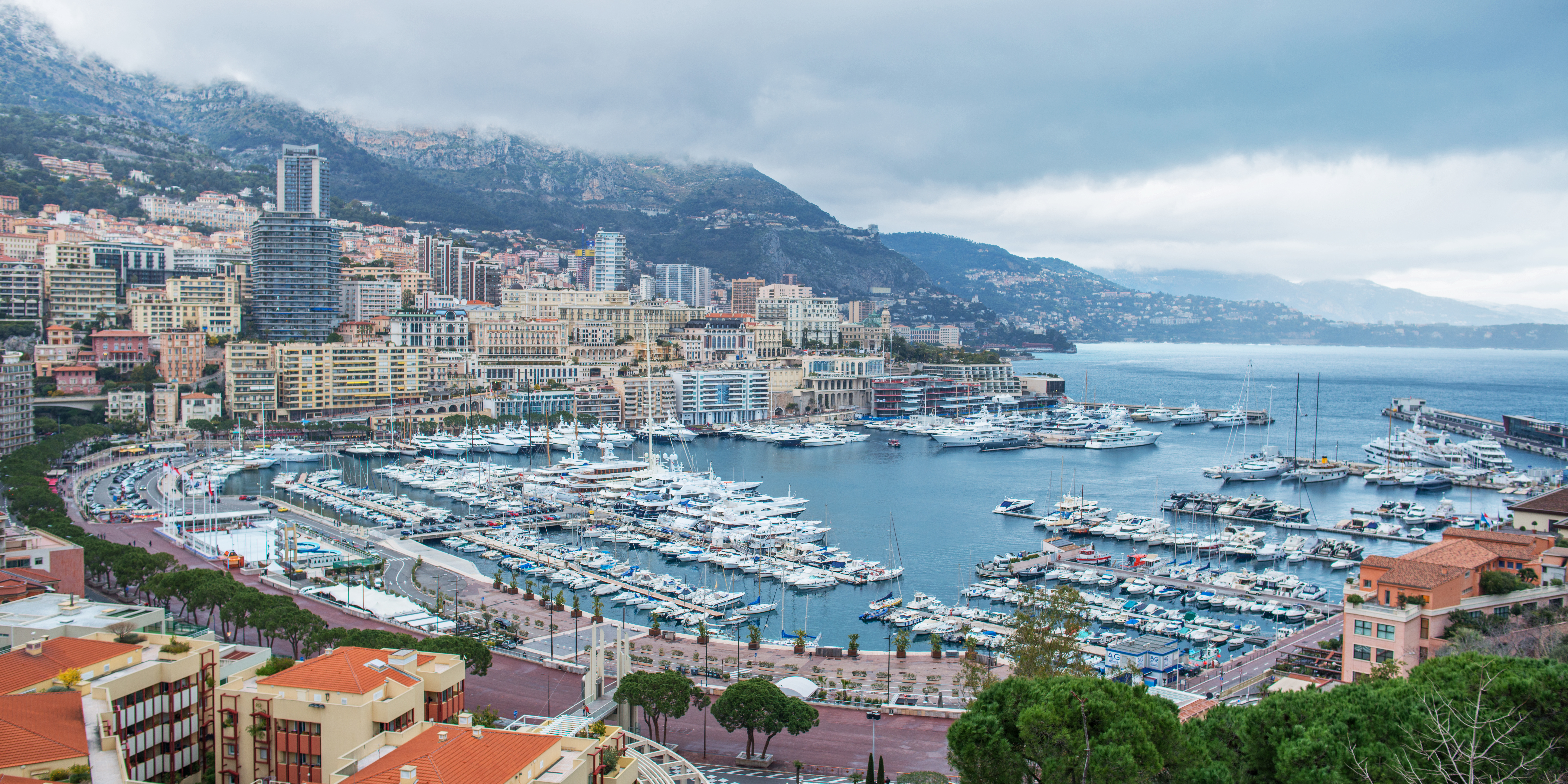
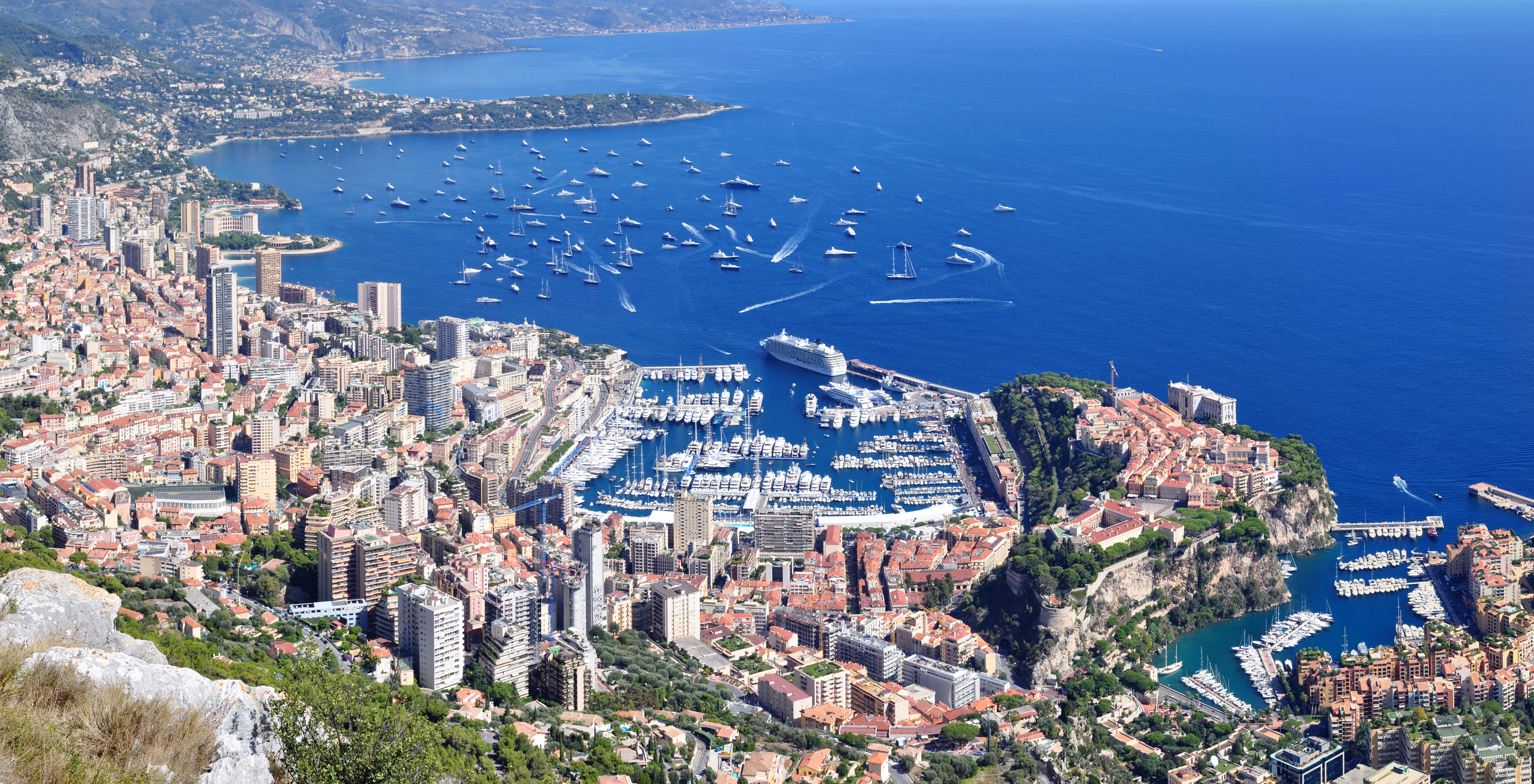

Ce port est construit dans une baie naturelle en eau profonde (5 à 50 m), entre le Rocher de Monaco et Monte-Carlo, au pied du palais de Monaco. Il est baptisé du nom d'Hercule, importante divinité locale de la mythologie gréco-romaine (un important temple lui était dédié sur le Rocher de Monaco durant la civilisation gréco-romaine).

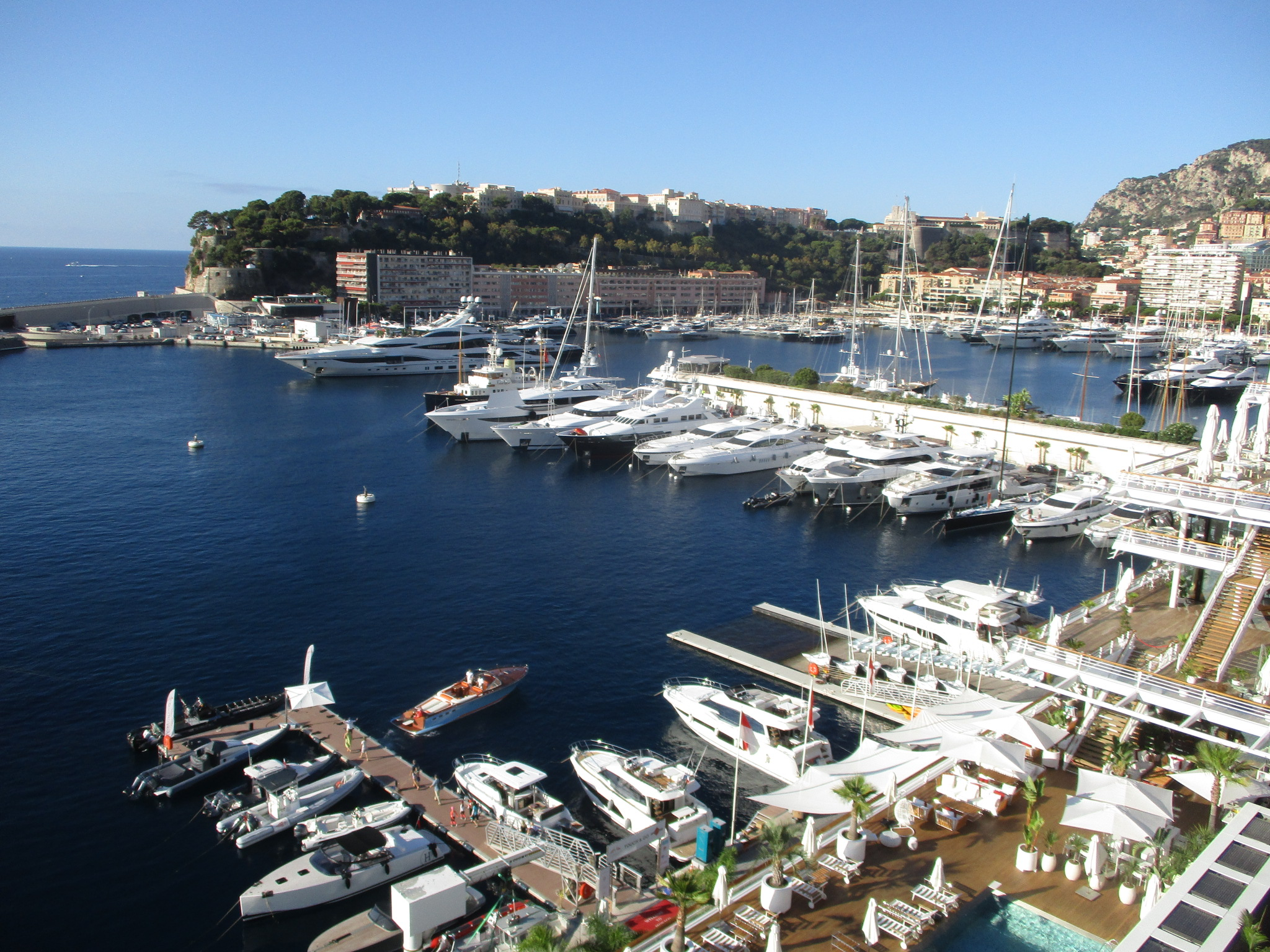
Vue depuis le Yacht Club de Monaco.
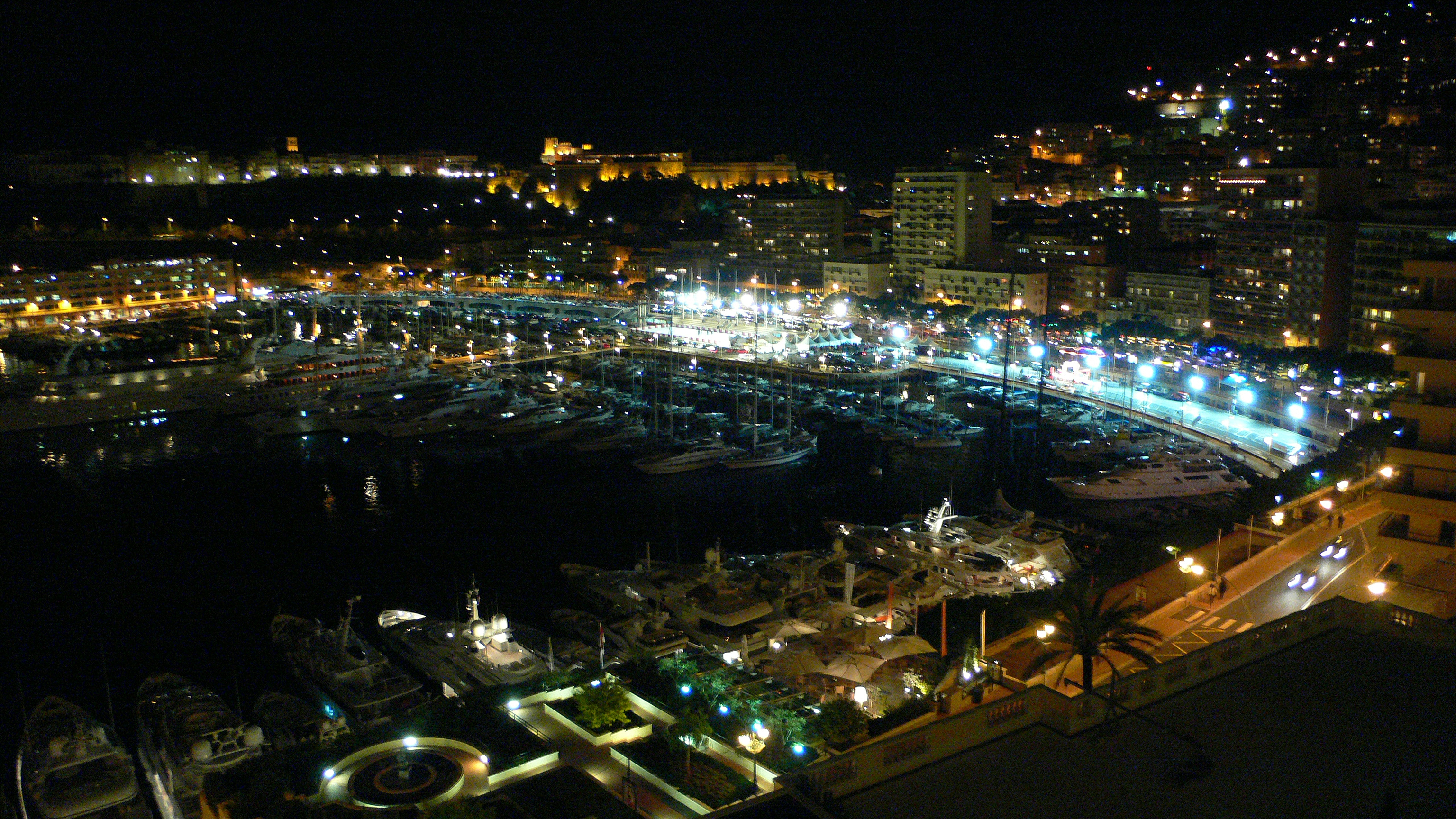
Vue de nuit.

Le port est réaménagé et modernisé à partir de 1910 par le prince Albert Ier,, par des ajouts successifs de digues-jetées de protection. Cependant, ces ouvrages ne le protègent que partiellement des vents d'est.
Un important projet de digue semi-flottante de 352 m et 160 000 tonnes est entrepris par le prince Rainier III à partir des années 1970 pour agrandir le port et mieux le protéger. L'ouvrage est construit à Algésiras (Espagne), au pied du rocher de Gibraltar, puis remorqué et relié au port en 2002. Pour compléter la protection du bassin ainsi formé, une contre-jetée de 145 m de long est aussi installée.
Dans ce nouveau bassin situé devant le port de plaisance existant, des navires de croisière, ainsi qu'une vingtaine de yachts de 35 à 60 m, et deux mega-yachts de 100 m peuvent être accueillis. 
S'étendant sur 16 hectares, avec une capacité d’amarrage d'environ 700 navires de plaisance, le port Hercule est le plus grand port de la principauté qui en compte désormais trois depuis octobre 2020. Le deuxième est le port de Fontvieille, construit en 1973 avec le quartier de Fontvieille (Monaco), avec une capacité de près de 275 places d'amarrage sur environ 8 hectares. Le troisième, le port de Cala del Forte situé à Vintimille en Italie et d'une capacité de 178 places, est mis en service le 21 octobre 2020 et inauguré en juillet 2021.
Le port Hercule héberge entre autres sur ses quais le Yacht Club de Monaco, l'Automobile Club de Monaco, et le Stade Nautique Rainier III.

## Événements
- Monaco Yacht Show (en)

Circuit du Grand Prix automobile de Monaco.

- 1re étape du Tour de France cycliste 2009 (départ et arrivée)
- Nombreuses régates internationales du Yacht Club de Monaco[7]
- Concert Live in Monaco de Jean-Michel Jarre du 1er juillet 2011, devant près de 100 000 personnes, pour le mariage d'Albert II et de Charlene Wittstock.
- Grand Prix automobile de Monaco, Grand Prix historique de Monaco et E-Prix de Monaco : une importante partie du circuit de Monaco passe par le port Hercule, avec notamment les lignes de départ et d'arrivée, la zone des stands, les quai et boulevard Albert Ier, le virage devant l'église Sainte-Dévote, la montée de l'avenue d'Ostende, la sortie du tunnel (boulevard Louis II), le quai des États-Unis, la chicane de la piscine, et l'épingle de La Rascasse.
- Concours international de feux d'artifice.
- Rallye automobile Monte-Carlo (arrivée).
- Rallye Monte-Carlo Historique (arrivée).
- Rallye Monte Carlo des Énergies Nouvelles (arrivée).

## Cinéma
- 1995 : GoldenEye, de Martin Campbell, avec Pierce Brosnan dans le rôle de James Bond 007[8].